# The Mist (serie de televisión)
The Mist es una serie de televisión de ciencia ficción y thriller de terror estadounidense desarrollada por Christian Torpe para Spike. Basada en la novela homónima de Stephen King, la primera temporada se estrenó el 22 de junio de 2017 y consistió en diez episodios. El 27 de septiembre de 2017, Spike canceló la serie tras solo una temporada.

## Sinopsis
Una misteriosa neblina se extiende por la ciudad de Bridgton, Maine, creando una barrera casi impenetrable. Los residentes de la ciudad pronto se dan cuenta con horror de que dentro de la neblina se esconden monstruos de diferentes especies, que atacan y matan a todo lo que se mueve.

## Reparto

### Principales
- Morgan Spector como Kevin Copeland.
- Alyssa Sutherland como Eve Copeland.
- Gus Birney como Alex Copeland.
- Danica Curcic como Mia Lambert.
- Okezie Morro como Bryan Hunt.
- Luke Cosgrove como Jay Heisel.
- Darren Pettie como Connor Heisel.
- Russell Posner como Adrian Garff.
- Frances Conroy como Nathalie Raven.

### Recurrentes
- Dan Butler como Padre Gregory Romanov.
- Isiah Whitlock Jr. como Gus Bradley.[2]
- Romaine Waite como Kyle.
- Irene Bedard como Kimi Lucero.
- Christopher Gray como Tyler Denton.
- Greg Hovanessian como Wes Foster.
- Erik Knudsen como Vic.
- Alexandra Ordolis como Shelley DeWitt.

## Producción

### Desarrollo
Tras el lanzamiento de la adaptación cinematográfica de Frank Darabont titulada también The Mist en 2007, los productores ejecutivos Bob Weinstein y Harvey Weinstein anunciaron el desarrollo de una miniserie basada en la película. En noviembre de 2013, Bob Weinstein anunció que tendría 10 episodios y comenzaría la producción bajo su productora Dimension Television. No estaba claro si Darabont estaría involucrado en la serie, y el desarrollo permaneció estancado durante un tiempo.
En septiembre de 2015, casi dos años después del anuncio, Dimension TV anunció que habían firmado con el guionista Christian Torpe para que escribiese la serie entera. En febrero de 2016, Spike TV recogió el piloto. En abril de 2016, se anunció que se había alcanzado un acuerdo con Spike para estrenar la serie. En julio del mismo año, la compañía anunció que la serie se estaba rodando en Halifax, Nueva Escocia.

### Financiación
Los diez episodios de la primera temporada tuvieron un presupuesto de aproximadamente $23 millones de dólares. El gobierno de Nueva Escocia anunció en julio de 2016 que contribuiría con $5.9 millones para la serie, que es la mayor que se ha rodado en la provincia canadiense.

### Casting
En julio de 2016, Dimension Television anunció que Morgan Spector sería el personaje principal, dando vida a Kevin Copeland. Otros miembros del reparto anunciados incluyeron a Frances Conroy, Alyssa Sutherland, Gus Birney, Dan Butler, Luke Cosgrove, Danica Curcic, Okezie Morro, Darren Pettie, Russell Posner y Isiah Whitlock, Jr.

## Recepción
La primera temporada ha recibido críticas diversas. En Rotten Tomatoes, recibe un índice de aprobación de 62% basado en 39 comentarios. En Metacritic, la serie tiene una puntuación de 54 de 100 basada en 25 opiniones.

### Índice de audiencia
Después de buenas clasificaciones, compuestas por 1.2 millones de espectadores en el episodio piloto, los números comenzaron a disminuir semanalmente. Promedió una calificación de 0.14 en adultos entre 18 y 49 años, y 462.000 espectadores por episodio en las clasificaciones Live + Same Day de Nielsen. La serie fue cancelada en septiembre de 2017.